# Lustra
Lustra é uma comuna italiana da região da Campania, província de Salerno, com cerca de 1.108 habitantes. Estende-se por uma área de 15 km², tendo uma densidade populacional de 74 hab/km². Faz fronteira com Laureana Cilento, Omignano, Perdifumo, Perito, Rutino, Salento, Sessa Cilento, Torchiara.

## Demografia
| Variação demográfica do município entre 1861 e 2011                               |
|                                                                                   |
| Fonte: Istituto Nazionale di Statistica (ISTAT) - Elaboração gráfica da Wikipedia |